# Henri Victor Fontanier
Pour les articles homonymes, voir Fontanier.
Henri Victor Fontanier, né à Paris en septembre 1830 et tué à Tien-Tsin en 1870, est un diplomate français

## Biographie
Il accompagne en 1846 son père, Victor Fontanier (1796-1857), consul de France à Singapour, et en 1852 à Sainte-Marthe ; chargé provisoirement de la chancellerie de Sainte-Marthe ; il est correspondant du Muséum d'histoire naturelle ; élève-interprète en Chine, 28 juillet 1855 ; chargé des fonctions d’interprète de la commission franco-anglaise à Canton, en 1860 ; premier interprète intérimaire de la légation de Pékin, 2 juin 1863 ; interprète chancelier de la légation de Pékin, 8 mars 1865 ; chargé de la gérance du consulat de Tien-Tsin, 11 janvier 1869 ; consul de 2e classe, 3 février 1869.
Au mois de juin, à Tientsin, on arrête un ravisseur d′enfants, Chinois, mais ses aveux concernent l'église Notre-Dame des Victoires. Les habitants de la ville, qui gardent depuis longtemps une rancune envers les catholiques, passent à l′action et cassent cette église. Henri Victor Fontanier, cherche alors l′autorité locale lorsqu′il rencontre la population agitée, il sort le pistolet et tire. Il est tué avec son chancelier Simon, par la foule, leurs corps sont jetés dans le fleuve, ainsi qu'un jeune couple revenu de France de passage dans ce port, et presque toute la colonie française de Tientsin dont les dix religieuses, tous massacrés dans d’horribles conditions.
En avril 1911, le nom de Victor Fontanier ainsi que ceux de Jean Le Vacher, d'André Piolle, de Nicolas Hugon de Basville, d'Antoine Bonnier, de Claude Roberjot, de Jules Moulin, de Léon Herbin et de quatre autres diplomates français morts victimes du devoir, sont gravés sur une plaque en marbre noir inaugurée par Jean Cruppi et fixée dans le péristyle précédant le vestibule du bâtiment des archives au ministère des Affaires étrangères.

## Travaux
- Henri Cordier, Henri Victor Fontanier, Une Mission chinoise en Annam: 1840-1841